# スザンナ (小惑星)
スザンナ (542 Susanna) は小惑星帯の小惑星である。
パウル・ゲッツとアウグスト・コプフによってハイデルベルクで発見された。発見者の友人に因んで名付けられたとされる。